# 計算流体力学研究所
株式会社計算流体力学研究所（けいさんりゅうたいりきがくけんきゅうじょ、英: Institute of Computational Fluid Dynamics: iCFD）は、東京都目黒区に本社を置き、流体解析に関わるコンサルティング、受託解析、ソフトウェア開発、計算機システムの構築・販売を主な業務内容とする日本の企業である。
事実上の創業者は、日本の計算流体力学の第一人者であり宇宙科学研究所（後のJAXA）に所属していた桑原邦郎（1942～2008）で、1985年の創業以来亡くなるまで事実上の代表者を務めた。

## 沿革

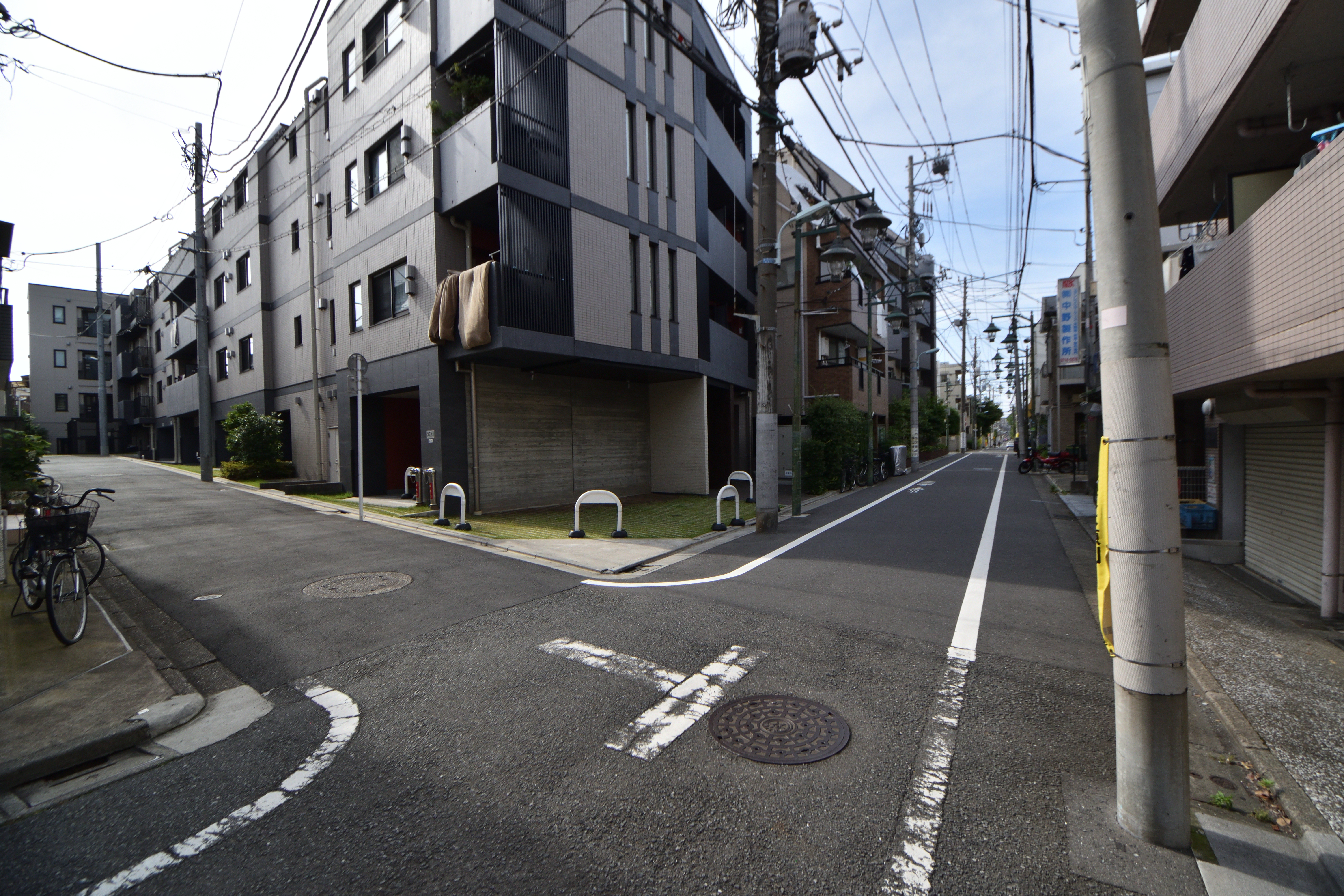
スパコンが置かれていた旧社屋の跡地と周辺（2022年）

- 1985年11月  桑原邦郎が東京都目黒区の自宅で創業。
- 1987年5月  最初のスーパーコンピュータ（富士通製 FACOM VP200）を導入。以後順次台数を増やし、ピーク時にはNEC、日立製作所など合計7台のスパコンを保有する。
- 1990年  NHKスペシャル「銀河宇宙オデッセイ」のCGを制作。
- 1990年代  日本のほとんどの自動車メーカーが、流体研に自社の研究員を駐在させる。
- 1990年代末  スパコンがパソコンに置き換わる。
- 2010年11月 スパコンが置かれていた、流体研の移転前の土地[注 2]・建物を日本ラッドが買い取り、国内初の完全外気冷却のデータセンターに改装した[2][3]。その後2016年に日本ラッドは同データセンターの土地・建物を売却した[4]。

## エピソード
「週刊東洋経済」2003年2月22日号pp.66-67に、下記のエピソードが記載されている。
- 創業当時、閑静な住宅地にスーパーコンピュータが次々と運び込まれたことを米国の情報機関が聞きつけ、「極秘に核兵器の開発をしているのではないか」と疑われた。当時の流体研の計算能力は、米国の軍事研究機関を凌いでいた。
- 創業資金は、数十億円の父親の遺産。桑原家は目黒区の大地主であった。目黒区内のいくつかの小中学校の敷地は、桑原家の寄付によるものだという。
- スーパーコンピュータは最盛期で7台がフル稼働していたが、その頃の流体研の電気代は、月額2,000万円を超えていた。